# Grammatica valenziale
La grammatica valenziale è un modello di descrizione della frase basato su un approccio semantico. Elaborato dal linguista francese Lucien Tesnière (1893-1954), fu sviluppato in Italia da Francesco Sabatini e da Germano Proverbio, i quali l'applicarono rispettivamente all'italiano e al latino.
Nel 2011 si è tenuta a Barcellona la prima conferenza mondiale incentrata sulla grammatica valenziale.

## Una grammatica del significato
La grammatica valenziale è un modello di descrizione della frase diverso da quello proposto dall'analisi logica. Elaborato inizialmente dal linguista francese Lucien Tesnière (1893-1954) e sviluppato in molti studi recenti, il modello valenziale, unendo il concetto di sintassi al concetto di semantica, permette di studiare la grammatica partendo dal lessico.
Secondo la grammatica valenziale, elemento centrale della frase è il verbo; ad esso sono attaccati gli argomenti (o attanti), cioè gli elementi strettamente necessari per completare il significato del verbo stesso. La proprietà del verbo di aggregare gli elementi di base della frase viene chiamata "valenza": da qui l'espressione grammatica valenziale.
Per evidenziare le valenze dei verbi, il dizionario della lingua italiana Sabatini-Coletti scrive una formula accanto a ognuno di essi, ad esempio:
- detergere [sogg-v-arg]
- trasferire [sogg-v-arg-prep.arg], [sogg-v-arg-prep.arg-prep.arg].

Tra parentesi quadre vengono usate le seguenti abbreviazioni: sogg (soggetto), v (verbo), arg (argomento), prep (preposizione) che introduce i complementi indiretti (arg). Sommando “sogg” e il numero di “arg” presenti nella formula, si ottiene la valenza del verbo.

## Tipologia di predicati
Applicando il modello valenziale alla lingua italiana, si possono raggruppare i verbi in cinque grandi classi, a seconda del numero dei loro argomenti: zerovalenti (senza argomenti), monovalenti (con un argomento), bivalenti (con due argomenti), trivalenti (con tre argomenti), tetravalenti (con quattro argomenti).
| Numero degli argomenti | Descrizione | Formula |
| ---------------------- | --- | --- |
| Zerovalenti            | Verbi impersonali come piovere, nevicare, grandinare (anche detti "verbi atmosferici"), che non hanno bisogno di nessun altro elemento e costituiscono perciò da soli un nucleo completo: Piove. | [non sogg-v] |
| Monovalenti            | Verbi intransitivi come abbaiare, dormire, sbadigliare, tossire, che hanno bisogno solo dell'indicazione di chi agisce: Fido abbaia. | [sogg-v] |
| Bivalenti              | Sono bivalenti due tipi di verbi: - Verbi transitivi come adorare, amare, odiare, aprire, chiudere, che necessitano di due argomenti: chi agisce (I argomento e soggetto della frase) e "su cosa agisce" (II argomento e oggetto diretto della frase): Lea adora il mare. - Verbi intransitivi come giovare o abitare, che necessitano di due argomenti: il soggetto della frase (I argomento) e un oggetto indiretto o preposizionale (II argomento, introdotto da una preposizione): Paolo abita a Roma. | - Transitivi: [sogg-v-arg] - Intransitivi: [sogg-v-prep-arg]                                                               |
| Trivalenti             | Sono trivalenti due tipi di verbi: - Verbi transitivi come regalare, dare, inviare, dire, collocare, che hanno bisogno del soggetto della frase (I argomento), di un oggetto diretto (II argomento) e di un oggetto indiretto (III argomento, collegato al verbo con una preposizione): Fabio regala una rosa a Martina. - Verbi intransitivi come passare, precipitare o rallegrarsi, che hanno bisogno del soggetto (I argomento) e di due argomenti indiretti: Mi rallegro con te del tuo risultato.    | - Transitivi: [sogg-v-arg-prep. arg] - Intransitivi o transitivi forniti di usi intransitivi: [sogg-v-prep. arg-prep. arg] |
| Tetravalenti           | Verbi transitivi come tradurre, trasportare, trasferire, travasare, che necessitano del soggetto (I argomento soggetto), di un oggetto diretto (II argomento) e di due argomenti indiretti: Il professore traduce una poesia dal greco all'italiano. | [sogg-v-arg-prep.arg-prep.arg]                                                                                             |

### Opere di riferimento
- Lucien Tesnière, Elementi di sintassi strutturale, Torino, Rosenberg & Sellier 2001 (edizione originale Éléments de syntaxe structurale, Parigi, Klincksieck 1959).
- Dizionario Italiano Sabatini Coletti, Sansoni 2008

### Contributi
- Germano Proverbio, Note sulla grammatica della dipendenza, G. Giappichelli 1986
- Francesco Sabatini et alii, Sistema e testo, Loescher 2011
- Cristiana De Santis, Che cos'è la grammatica valenziale, Carocci 2016